# رونالد جيمس بيكر
رونالد جيمس بيكر هو أكاديمي كندي، ولد في 24 أغسطس 1924 في لندن في المملكة المتحدة.